# Ферзиково (станция)
Фе́рзиково — железнодорожная станция Московской железной дороги на участке Муратовка — Плеханово, расположена в посёлке Ферзиково Калужской области.

## Краткая характеристика
Станция относится к Московско-Смоленскому региону Московской железной дороги, состоит из двух низких платформ: боковой и островной. Есть вокзал с залом ожидания и пригородной кассой. Электрификация на станции отсутствует, пассажирское пригородное сообщение осуществляется дизель-поездами и рельсовыми автобусами. По характеру работы отнесена к 5 классу.

## История
Станция Ферзиково открыта 15 (27) декабря 1874 года, с момента запуска в промышленную эксплуатацию Ряжско-Вяземской железной дороги. К концу 1883 года станция принимала уже более 9000 пассажиров в год.
В 1875 году было отправлено 5602 пассажира, принято, — 5581 чел. А в 1883 году: принято — 8814, отправлено — 8666.
В 1883 году общий объём принятых грузов на станции Ферзиково составил 67 067 пуд., а отправленных — 340 040 пуд.

№ 274: «Калужское лесопромышленное об-во, быв. Шпис, Стункен и Ко». торг, д., Кирпичный завод. Год основания 1898. Ст, Ферзиково, Сызр.-Вяз. ж. д. Число рабочихъ: 92. Годовое произв.: 25,000 р.— Фабрично-заводские предприятия Российской империи СПб., 1909 .
В последующие годы, при отсутствии развитой сети шоссейных дорог и автотранспорта, станция имела большое значение для развития промышленности и сельского хозяйства в уезде.

## Пассажирское движение
На станции останавливаются все пригородные поезда, следующие до Калуги-1, Алексина, Тулы и Узловой.  (4 пары ежедневно и 6 пар по пятницам до Калуги-1, в сторону Тулы: 1 пара до Алексина, по 1 паре до Тулы и Узловой по пятницам и выходным)
Ежедневно до ст. Калуга I и в обратном направлении курсирует пригородный поезд Калуга I — Ферзиково, для которого станция является конечной. (1 пара по выходным и 3 по будням)
По состоянию на 2017 год, через станцию проходит небольшое количество пассажирских поездов дальнего следования с особым графиком движения, ни один из них остановки по станции не имеет.